# Éloi (chanteuse)
Éloi, en forme stylisée ELOI, de son vrai nom Éloïse Leau, est une musicienne et chanteuse-autrice-compositrice française originaire de Montrouge. Sa musique mêle plusieurs genres, rock, techno, pop ou rap. Elle est parfois qualifiée de post-pop ou d'hyperpop, quoique ce dernier terme lui déplaise car elle considère son style comme bien défini mais hybride, inspiré de synthpop, d'electro punk et de drum and bass,.

## Biographie

### Enfance et débuts
Éloïse Leau nait à Paris en 1998 d’un père auteur-compositeur-interprète (Jean-Marie Leau, connu notamment pour sa collaboration avec Marie Laforêt) et d’une mère productrice de cinéma,. L'ayant fait baigner dans cet univers artistique, sa famille lui fait découvrir Claude Nougaro et elle reçoit une formation classique au piano, appréciant particulièrement Claude Debussy ou Frédéric Chopin.
Elle vit une adolescence en rupture, au gré de fugues,et de passages en internat. Elle arrête le piano, se met au skate et s'intéresse au rap, genre pour lequel elle commence à écrire. Ses influences s'élargissent alors, elle écoute Rebeka Warrior des groupes Sexy Sushi, Mansfield.TYA et Kompromat, qu'elle définira plus tard comme une influence majeure. Elle écoute de nouveaux genres comme le rock avec The Cure, le gabber, la musique électronique avec Odezenne mais surtout le rap, assistant notamment à un concert d'ASAP Mob. C'est lors de ce dernier qu'elle rencontre un groupe auquel elle se joint et pour lequel elle écrit des textes. Alors qu'elle se forme sur Logic Pro, elle forme un premier duo, Criskat Palace, pendant 3 ans avec son ami Léo Peyront. Elle publie alors sur Soundcloud, où elle estime être une « Soundcloud artist niche ».

### Depuis 2020: carrière solo
Les choses s’apaisent en 2020 alors que commencent ses études, d'abord aux Arts Décoratifs puis aux Beaux-Arts, voie dans laquelle sa famille la soutient. Elle entame alors des productions solo qu'elle publie sur Soundcloud, initialement destinées à un cercle restreint. C'est ainsi que sort son premier EP, Acedia, pendant le confinement. La production est décrite comme minimal wave et influencée par Rebeka Warrior,.
En 2022, elle sort sa première chanson très remarquée, jtm de ouf, reprise de Je t'aime de ouf par Wejdene. Le titre est jugé plus emo et moins édulcoré que l'original,. Peu après, le morceau sort sur un EP, Pyrale, avec un autre titre notable, Soleil Mort, dont les paroles sont saluées.
Elle sort son premier album, Dernier Orage, en 2023. Elle y collabore notamment avec son amie Mia Mongiello (Choribaby) qui y apporte sa voix et la guitare. La presse dépeint l'album comme stimulant, énergique et évoquant la vitesse bien qu'il soit aussi considéré moins offensif que les précédents. La thématique de la transition (particulièrement entre l'adolescence et l'age adulte) est également relevée.
Elle sort son 2e album, Blast, en 2025.